# 照ノ海照光
照ノ海 照光（てるのうみ てるみつ、1922年1月18日 - 没年不明）は、高知県南国市出身で二所ノ関部屋に所属した元大相撲力士。本名は北村 照光（きたむら てるみつ）。171cm、99kg。最高位は西十両筆頭。得意技は左四つ、寄り。	

## 経歴
1936年1月場所に初土俵。入門してしばらくは全く勝ち越すことができかったが、1939年1月場所に入門して初めての勝ち越しを決めると、逆に勝ち越しを続けていき、1941年5月場所に十両昇進。1943年5月場所には西十両筆頭まで躍進するも入幕ならず、1947年11月場所に25歳で廃業した。

## 主な成績
- 通算成績：105勝98敗7休 勝率.517
- 十両成績：62勝69敗7休 勝率.473
- 現役在位：23場所
- 十両在位：11場所

### 場所別成績
| 1936年 （昭和11年） | （前相撲）         | （番付外）             | x                      |
| 1937年 （昭和12年） | （前相撲）         | 西序ノ口5枚目 3–4      | x                      |
| 1938年 （昭和13年） | 西序二段31枚目 2–5 | 東序二段32枚目 3–4     | x                      |
| 1939年 （昭和14年） | 東序二段32枚目 5–2 | 東三段目31枚目 5–3     | x                      |
| 1940年 （昭和15年） | 西三段目10枚目 5–3 | 東幕下32枚目 7–1       | x                      |
| 1941年 （昭和16年） | 東幕下6枚目 5–3    | 西十両15枚目 8–7       | x                      |
| 1942年 （昭和17年） | 西十両11枚目 8–7   | 西十両7枚目 8–7        | x                      |
| 1943年 （昭和18年） | 西十両4枚目 8–7    | 西十両筆頭 4–11        | x                      |
| 1944年 （昭和19年） | 西十両10枚目 6–9   | 西十両12枚目 6–4       | 東十両5枚目 4–6        |
| 1945年 （昭和20年） | x                  | 西十両7枚目 休場 0–0–7 | 西幕下6枚目 3–2        |
| 1946年 （昭和21年） | x                  | 国技館修理 のため中止  | 東幕下3枚目 5–2        |
| 1947年 （昭和22年） | x                  | 東十両9枚目 6–4        | 西十両3枚目 引退 4–7–0 |
| 各欄の数字は、「勝ち-負け-休場」を示す。 優勝 引退 休場 十両 幕下 三賞：敢=敢闘賞、殊=殊勲賞、技=技能賞 その他：★=金星 番付階級：幕内 - 十両 - 幕下 - 三段目 - 序二段 - 序ノ口 幕内序列：横綱 - 大関 - 関脇 - 小結 - 前頭（「#数字」は各位内の序列） |                    |                        |                        |

## 改名歴
- 玉ノ森 照光（たまのもり てるみつ）1936年1月場所 - 1937年1月場所
- 照ノ海 照光（てるのうみ てるみつ）1937年5月場所 - 1947年11月場所